# Esplanade André-Chamson
L'esplanade André-Chamson est une voie située dans le 15e arrondissement de Paris, en France.

## Origine du nom

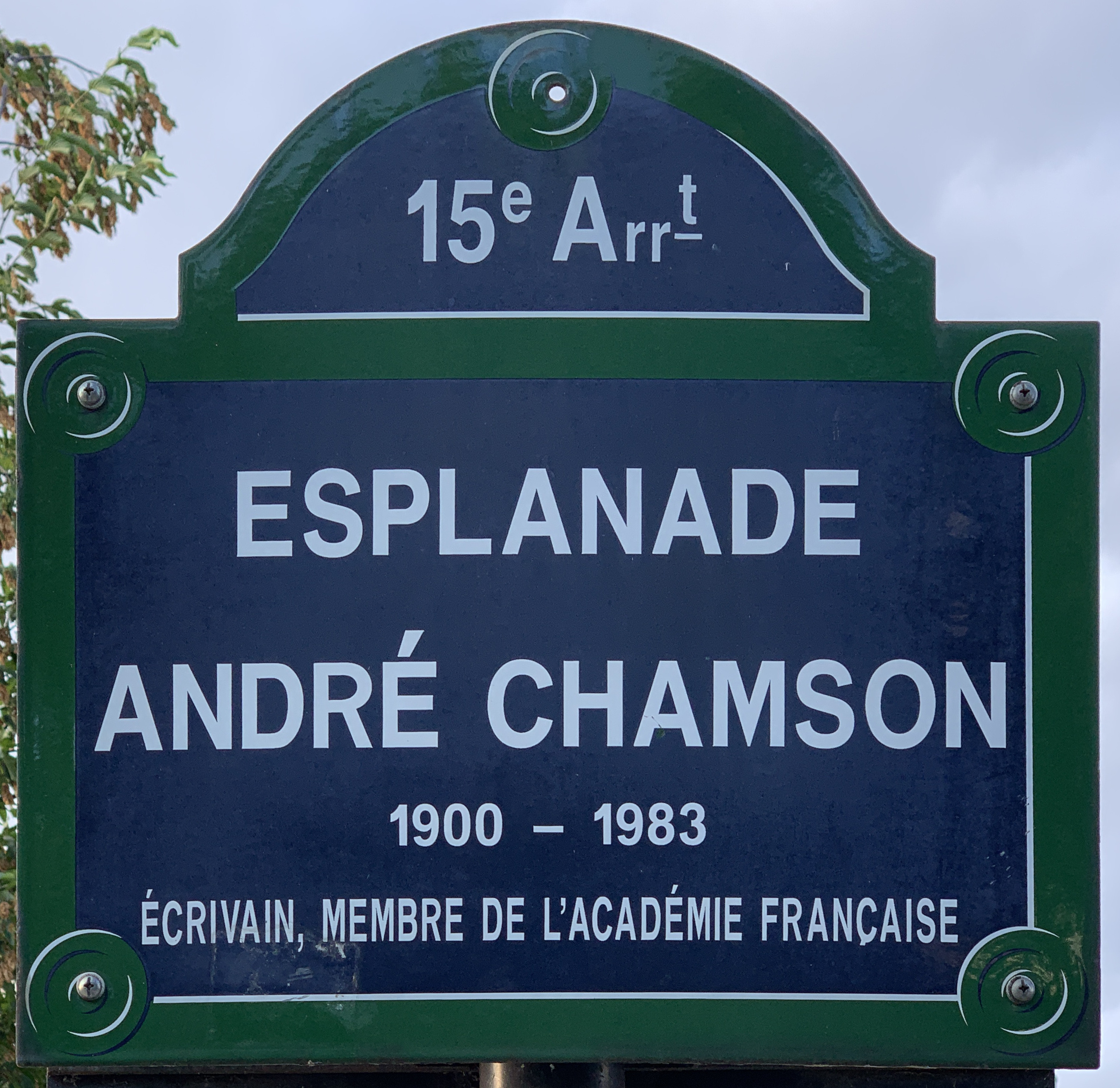
Plaque de l'esplanade.